# Tropheops lucerna
Tropheops lucerna е вид лъчеперка от семейство Цихлиди (Cichlidae).

## Разпространение
Видът е ендемичен за езерото Малави, където се среща на дълбочини от 2 до 4 метра.